# 潮岬郵便局
潮岬郵便局（しおのみさきゆうびんきょく）は、和歌山県東牟婁郡串本町にある郵便局。民営化前の分類では無集配特定郵便局であった。
本州の郵便局では最南端に位置する。

## 概要
住所：〒649-3502 和歌山県東牟婁郡串本町潮岬3099-1

## 沿革
- 1881年（明治14年）2月1日 - 上野浦（うえのうら）郵便局（五等）として開設[2]。
- 1881年（明治14年）7月25日 - 潮岬上野（しおのみさきうえの）郵便局に改称。
- 1882年（明治15年）9月 - 為替・貯金取扱を開始。
- 1887年（明治20年）9月15日 - 為替取扱を廃止。
- 1890年（明治23年）4月1日 - 潮岬郵便局に改称。
- 1897年（明治30年）5月1日 - 為替取扱を再開。
- 1958年（昭和33年）12月1日 - 電話交換事務の取扱を串本電報電話局に移管[3]。
- 1964年（昭和39年）3月1日 - 出雲郵便局から和文電報配達事務が移管される。
- 1969年（昭和44年）2月9日 - 和文電報配達、欧文電報受付・配達、国際電報受付・配達の各業務を、串本電報電話局に移管。
- 1979年（昭和54年）3月12日 - 串本郵便局に集配業務を移管。無集配局となる。
- 2007年（平成19年）10月1日 - 民営化。
- 2012年（平成24年）10月1日 - 日本郵便株式会社発足。

## 取扱内容
- 郵便、印紙、ゆうパック
- 貯金、為替、振替、振込、国債
- 生命保険、バイク自賠責保険
- ゆうちょ銀行ATM

## 風景印
- 図案は潮岬灯台とハマユウ。局名表示は「和歌山潮岬」
- 使用開始日は1962年（昭和37年）2月15日

## 周辺
- 潮岬
  - 潮岬灯台
  - 潮岬御神社
  - 潮岬観光タワー
- 和歌山地方気象台潮岬測候所
- 串本町立潮岬小学校
- 串本町立潮岬中学校
- 和歌山県道41号潮岬周遊線

## アクセス
- 串本町コミュニティバス 潮岬局前停留所下車
- 駐車場あり：2台